# Antonio Jaspe y Moscoso
Antonio Jaspe y Moscoso (1856-1887) fue un pintor español.

## Biografía

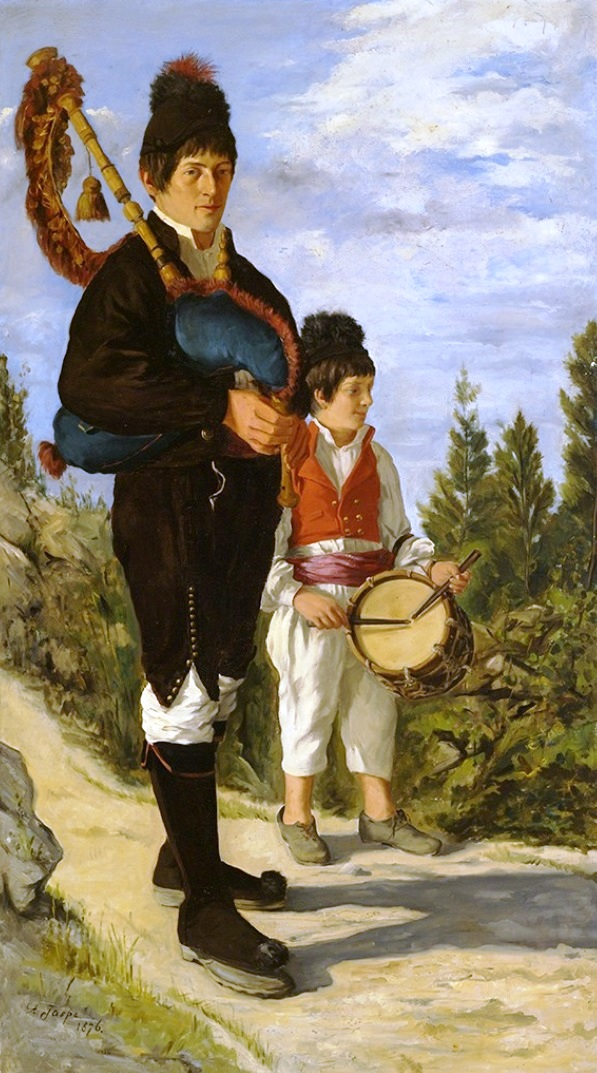
O gaiteiro (1876)

Habría nacido en 1856. Pintor natural de la ciudad gallega de La Coruña, fue discípulo de la Escuela superior de Pintura, Escultura y Grabado y de Ignacio Suárez Llanos. En la Exposición Regional de Galicia celebrada en Santiago de Compostela en 1875 presentó Dos retratos, Cinco bocetos, Una Concepción, Paisano gallego, Labradora, Hilandera, Retrato de Alfonso XII, Mujer pobre y Muchacho jugando; fue premiado con medalla de plata. En la de la Coruña de 1878 expuso varios lienzos, entre ellos La ramilletera y La plaza de toros. En las Exposiciones Nacionales de Bellas Artes de 1876, 1878 y 1881 presentó: Hilandera gallega, Un gaitero gallego, D. Juan de Austria, Vistas de la laguna, Gran canal, Astillero y Palacio de Otello en Venecia y Una ciociara (estudio). En 1880 obtuvo plaza en la Escuela de Bellas Artes de Roma. En 1881 acompañó a la corte en su viaje a Galicia, como corresponsal de La Ilustración Gallega y Asturiana. Fue autor de retratos del rey Alfonso XII y la reina María Cristina, por cuyos trabajos obtuvo la cruz de Carlos III. Falleció en 1887, en «Mostovre (Coruña)»  [sic] (¿Montrove?).